# شتاکلیتس
شتاکلیتس (به آلمانی: Stackelitz) یک منطقهٔ مسکونی در آلمان است که در کسویگ واقع شده‌است. شتاکلیتس ۲۰۳ نفر جمعیت دارد.